# Давід Костецький
Даві́д Косте́цький (пол. Dawid Kostecki; 27 червня 1981, Ряшів, Польща — 2 серпня 2019, Варшава, Польща) — польський професійний боксер польсько-циганського походження, чемпіон світу за версіями WBF та IBC, чемпіон юніорів за версією WBC Youth у напівважкій вазі.

## Професіональна кар'єра і проблеми з законом
Успішно боксуючи впродовж 2001—2012 років Давид Костецький здобув ряд другорядних титулів. На 30 червня 2012 року був запланований найбільший бій в його кар'єрі проти знаменитого ексчемпіона світу Роя Джонса. Та бій не відбувся. 31 жовтня 2011 року окружний суд у Жешуві засудив Давида Костецького до 2 років та 6 місяців позбавлення волі за створення та керівництво злочинною групою, що наживається на проституції. 20 травня 2012 року Апеляційний суд у Жешуві залишив вирок у силі. У ніч з 19 на 20 червня 2012 року Давида Костецького було затримано співробітниками поліції та доставлено відбувати покарання (це сталося за 10 днів до запланованого бою з Роєм Джонсом).
Вийшовши з в'язниці у 2014 році, 8 листопада 2014 року Давид Костецький вийшов на бій проти Анджея Сольдре, програв одностайним рішенням суддів і більше боїв не проводив.

## Смерть
Давид Костецький загалом п'ять разів сидів у в'язницях. 20 червня 2017 року він був засуджений неостаточним вироком до п'яти років позбавлення волі. 2 серпня 2019 року вранці в камері слідчого ізолятора Варшава-Білоленка Давид Костецький покінчив життя самогубством через повішення.